# You (band)
You of Y.O.U. was een Duitse muziekgroep, die bestond tussen 1979 en 1983. De groep had als kernleden Udo Hanten en Albin Meskes. You maakte een mengeling van elektronische muziek, Berlijnse Schoolmuziek en de typisch jaren '80 synthesizermuziek, een uitloper van de krautrock, soms klinkend als Kraftwerk, dan weer als Jean-Michel Jarre.
Hanten (1956) en Meskes (1952) ontmoetten elkaar tijdens een kunstexpositie in Krefeld, Meskes is dan nog kunstschilder. Hanten speelde in Brüker & Hanten, maar kwam in 1978 als soloartiest naar voren, onder meer met een optreden voor de Belgische televisie. Hanten werkte toen ook kort samen met Klaus Schulze. Hanten richtte samen met gitarist Uli Weber You op. De eerste muziek werd opgenomen in de studio van Tangerine Dreams Peter Baumann (Paragon). Hanten, Weber en Harald Grosskopf (schuilnaam Lhan Gapal) maakten kennis met elkaar en vanwege het feit dat Grosskopf een achttrack-bandrecorder had, namen ze samen Grosskopfs eerste album Synthesist op. Daarna verscheen al snel You's eerder boreling Electric day. Het type bandrecorder ITAM805 speelde later nog een rol bij de opname van Timewind (Schulze) en Departure from the northern wasteland van Michael Hoenig (voorheen Agitation Free). 
Er volgde een 12-inch plaatje en nog een album Time code, dat maar niet wilde vlotten. Vervolgens kwamen nog twee albums en dat betekende het eind van You. Hanten ging spelen bij Zenamon. Meskes maakte in 2008 nog een bewerking van The Planets van Gustav Holst onder de naam Robot City.

## Discografie
- 1979: Electric day
- 1981: Scanner (12")
- 1983: Time code
- 1984: Wonders from the genetic factory
- 1986: Laserscapes
- 1996: Electric images revisited